# Alexandar Pramatarski
Alexandar Manolow Pramatarski (bulgarisch Александър Манолов Праматарски; * 7. Juni 1963 in Goze Deltschew) ist ein bulgarischer Politiker, der seit 2000 Vorsitzender der Demokratischen Partei ist. Er folgte auf diesem Posten Stefan Sawow nach dessen Tod.
Nach Änderungen in der Zusammensetzung der Regierung von Iwan Kostow (1999–2001) war er Minister ohne Geschäftsbereich.